# Hydroporus anatolicus
Hydroporus anatolicus is een keversoort uit de familie waterroofkevers (Dytiscidae). De wetenschappelijke naam van de soort is voor het eerst geldig gepubliceerd in 1963 door J.Balfour-Browne.